# Pouzolzia arachnoidea
Pouzolzia arachnoidea är en nässelväxtart som först beskrevs av Wilhelm Gerhard Walpers, och fick sitt nu gällande namn av Hugh Algernon Weddell. Pouzolzia arachnoidea ingår i släktet Pouzolzia och familjen nässelväxter. Inga underarter finns listade i Catalogue of Life.